# Ringkøbing-Skjern
Ringkøbing-Skjern est une commune du Danemark, la plus grande du Danemark, située à l’ouest de la région du Jutland-Central. La commune comptait 56 930 habitants en 2019, répartis sur une surface de 1 494,56 km2.

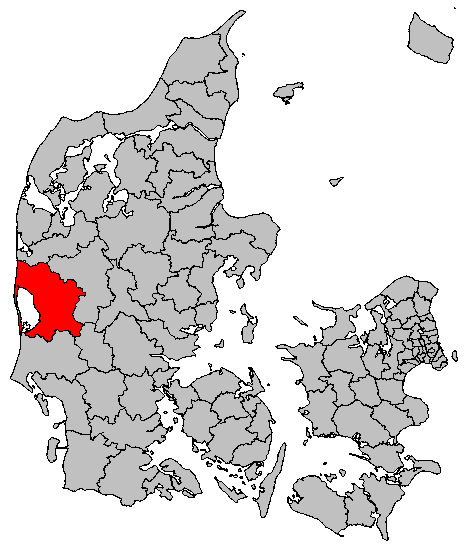
La commune de Ringkøbing-Skjern

La commune est apparue à la réforme des municipalités de 2007. Elle est issue de la fusion des anciennes communes d’Egvad, Ringkøbing, Skjern, Videbæk et Holmsland.

## Lieux et monuments
- Église d'Ølstrup, construite au XIIe siècle.

## Sport
- Skjern Håndbold, club de handball